# بوکینکا پانگسکا
بوکینکا پانگسکا (به لهستانی:  Bokinka Pańska) یک روستا در لهستان است که در گمینا توچنا واقع شده‌است.